# Team Picnic PostNL
Team Picnic PostNL is een Nederlandse wielerploeg en zoals bij wielerploegen gebruikelijk is het de naam van een of meerdere van de hoofdsponsoren. Bij Team Picnic PostNL zijn de hoofdsponsoren Picnic en PostNL, maar de rechtspersoon is SMS Cycling B.V., dat al eerder dezelfde wielerploeg had onder de naam 'Team Sunweb', het bedrijf van eerdere sponsor Sunweb.
Vanaf 2015 tot en met 2021 koerste de voorlopers van de wielerploeg onder een Duitse licentie. Van 2006 tot 2011 heette de ploeg Skil-Shimano, van 2012 tot 2013 Argos-Shimano, in 2014 Giant-Shimano, in 2015 en 2016 Team Giant-Alpecin en van 2017 tot 2020 Team Sunweb. In 2021 kreeg de ploeg DSM als nieuwe hoofdsponsor en rijden de renners onder de naam Team DSM.
Na de fusie van Koninklijke DSM met het Zwitserse bedrijf Firmenich werd de naam van de wielerploeg per 1 juli gewijzigd in Team DSM-Firmenich. In 2024 kwam PostNL erbij als tweede hoofdsponsor, en werd dsm-firmenich met kleine letters geschreven, waardoor de naam voor één jaar Team dsm-firmenich PostNL luidde. Na dat ene seizoen werd hoofdsponsor dsm-firmenich vervangen voor online-supermarkt Picnic en werd de naam Team Picnic PostNL.

## Geschiedenis

### 1999-2004
In november 1998 werd door Arend Scheppink in discotheek Lucky in Rijssen de wielerploeg Batavus-Bankgiroloterij-Big Star aangekondigd die in 1999 zowel op de baan als op de weg ging rijden. In 2001 wordt Bart Voskamp als kopman gehaald en boekt de ploeg de eerste aansprekende resultaten en mag onder meer deelnemen aan de Ronde van Vlaanderen. Eind 2003 volgt er een breuk met onder anderen Voskamp en ploegleider Johan Capiot als Scheppink de aanvraag voor een licentie als Trade Team 1 voor 2004 financieel niet verantwoord acht. Eind 2004 lijkt het doek te vallen voor de ploeg, maar Scheppink vindt in Shimano op de valreep een nieuwe sponsor en laat het team fuseren met het reeds bestaande Japanse Shimano Racing dat wel zelfstandig in Azië actief blijft en als opleidingsploeg fungeert.

### 2005-2008
Als Shimano-Memory Corp ging de ploeg in 2005 rijden met enkele renners van de Bankgiroloterijploeg, onder wie voormalig Nederlands kampioen Rudi Kemna aangevuld met Shimano-renners. Kemna zette na 2005 een punt achter zijn actieve loopbaan als wielrenner en hij werd in 2006 ploegleider bij Skil-Shimano, zoals de ploeg inmiddels was gaan heten. Tot 2008 reden er op voorspraak van de Aziatische sponsor Shimano veel Japanners en Chinezen voor de ploeg, met als doel deze renners ervaring op te laten doen in een professionele Europese wielerploeg in de aanloop naar de Olympische Spelen van Beijing. Na 2008 vertrokken veel van deze Aziaten, zonder dat hun aanwezigheid in de afgelopen jaren tot veel successen had geleid. In 2008 nam Iwan Spekenbrink het management van Scheppink over.

### 2009-2012
In 2009 rijdt de ploeg net als voorgaande jaren een behoorlijk programma met onder andere diverse ProTour-koersen en krijgt het tevens een wildcard voor de Ronde van Frankrijk. Deze uitnodiging heeft de ploeg vooral te danken aan de aanvallende rijstijl in Parijs-Nice van 2008 en 2009, in beide gevallen met veel Franse renners opgesteld.
Vanaf 2011 had de ploeg ook een vrouwenteam onder de naam Skil-Koga, met onder anderen Regina Bruins, Suzanne de Goede, Roxane Knetemann, Hannah Welter en de Duitse Christina Becker. Sharon van Essen werd als ploegleider aangesteld. Marcel Kittel bezorgde Skil-Shimano op 31 juli 2011 de eerste WorldTour-overwinning door de eerste etappe van de Ronde van Polen te winnen.
Voor het seizoen 2012 nam sponsor Skil afscheid van de ploeg en werd vervangen door Argos Oil met Felt als materiaalsponsor. De ploeg vroeg ook een licentie aan voor de UCI World Tour. Totdat op 30 maart 2012 de nieuwe sponsor bekendgemaakt werd, was de naam Project 1t4i. Ondanks de komst van de Duitse sprinter John Degenkolb kreeg de ploeg geen licentie voor de WorldTour en nam het wederom deel aan de UCI Europe Tour. Shimano bleef cosponsor. Op 6 april 2012 bevestigde de ASO dat Argos-Shimano mocht deelnemen aan de Ronde van Frankrijk 2012. Ruim twee weken later kondigde de organisatie van de Ronde van Spanje aan dat de ploeg ook mee mocht doen aan haar koers. Uiteindelijk kreeg de ploeg startrecht in 19 van de 27 koersen in de World Tour van 2012. Tijdens de Ronde van Spanje van 2012 won de ploeg vijfmaal een etappe. Deze etappezeges werden alle behaald door sprinter John Degenkolb.

### 2013
Vanaf 2013 heeft de ploeg een licentie voor de World Tour. Het verkreeg daardoor startrecht (en plicht) voor alle World Tour koersen. Het debuut in de Ronde van Italië werd opgeluisterd met een ritzege door John Degenkolb. Op 29 juni behaalde de ploeg haar grootste succes, doordat Marcel Kittel na een chaotisch slot van de eerste etappe van de honderdste Tour de France de sprint won. Hierdoor mocht hij in de tweede etappe in de gele trui starten. Kittel zou deze Tour nog drie etappes winnen, waaronder de laatste op de Avenue des Champs-Élysées in Parijs. Over de belevenissen van de ploeg tijdens deze Ronde van Frankrijk werd de film Nieuwe Helden gemaakt.
In mei van dit jaar overleed oprichter Arend Scheppink op drieënzeventigjarige leeftijd.
Na 2013 ging Argos-Shimano verder zonder de hoofdsponsor Argos.

### 2014
In januari werd bekend de ploeg met het aantrekken van Giant als hoofdsponsor de komende vier jaar als Giant-Shimano in het profpeloton zal rijden. Net als in het vorige seizoen worden ook dit jaar in alle drie de grote rondes etappes gewonnen. Marcel Kittel (2) en Luka Mezgec boeken in de Ronde van Italië drie dagsuccessen, Marcel Kittel zorgt voor een evenaring van zijn vier overwinningen in de Ronde van Frankrijk en John Degenkolb sprint naar vier etappewinsten in de Ronde van Spanje en wint het puntenklassement.

### 2015
In september 2014 werd bekendgemaakt dat de ploeg Alpecin had aangetrokken als cosponsor en dat ze de volgende vier jaar als Giant-Alpecin in het profpeloton zou rijden. In december van datzelfde jaar werd bekendgemaakt dat het team vanaf 2015 onder een Duitse licentie koerste. John Degenkolb bezorgde Team Giant-Alpecin een fraaie seizoensstart, door op 22 maart 2015 de 106e editie van de wielerklassieker Milaan-San Remo en op 12 april 2015 de 113e editie van Parijs-Roubaix op zijn naam te schrijven.

### 2016
Op 23 januari werden zes ploegleden (John Degenkolb, Warren Barguil, Chad Haga, Fredrik Ludvigsson, Ramon Sinkeldam en Max Walscheid) aangereden op hun eigen weghelft tijdens een trainingsrit in Spanje door een tegemoetkomende auto.

### 2017-2020
In 2017 is de naam van het team gewijzigd in Team Sunweb. De ploeg boekte haar grootste succes tot nu toe met de winst van Tom Dumoulin in de Ronde van Italië. Ook behaalde het team voor de eerste keer goud op het wk ploegentijdrijden.
Tom Dumoulin trekt in 2018 wederom naar Italië om zijn roze trui te verdedigen in de Ronde van Italië. Dumoulin wint de proloog en draagt hierdoor de eerste roze trui van de Giro 2018. Uiteindelijk wordt hij tweede in het eindklassement, achter Sky-renner Chris Froome. Kort na de Giro bevestigt Dumoulin zijn deelname aan de Ronde van Frankrijk. In de aanloop naar de Tour breekt meesterknecht Wilco Kelderman zijn sleutelbeen en wordt hij in het team vervangen door Laurens ten Dam. Ook in deze ronde rijdt Dumoulin sterk, wint de laatste tijdrit en eindigt andermaal tweede, ditmaal 1:51 achter Sky-renner Geraint Thomas.
De doelstelling voor 2019 is om met Tom Dumoulin weer voor winst in de Ronde van Italië te gaan. Een val in de vierde etappe en daaropvolgende opgave in de vijfde etappe maakt een vroegtijdig eind aan dit doel. Na een operatie en revalidatieperiode lijkt Dumoulin op tijd fit te worden voor de Ronde van Frankrijk, totdat er grind in zijn knie ontdekt wordt (een restant van zijn val in de Giro) en Dumoulin weer een operatie moet ondergaan. Hierdoor mist Dumoulin de Tour en moet Sunweb het doen met een team van aanvallers, wat tot een vrij kleurloze ronde leidt. Na de Tour wordt bekend dat Dumoulin aan het eind van seizoen de overstap maakt naar Team Jumbo Visma.
2020 was vrij succesvol met onder andere podiumplaatsen in het eindklassement van de Giro en drie ritoverwinningen in de Tour. Eind 2020 maakte Sunweb bekend zich vanwege de Coronapandemie terug te trekken als titelsponsor van de ploeg. DSM was al innovatie-sponsor van het Team Sunweb, en naam het naamsponsorschap over.

### 2021
Team DSM reed in 2021 vrij kleurloos rond. Romain Bardet won de 14e etappe in de Ronde van Spanje. Naast dat de resultaten tegenvielen was er ook veel onrust rondom de ploeg.  Marc Hirschi vertrok vroegtijdig naar een andere ploeg om redenen die door beide partijen niet bekendgemaakt werden. Verschillende andere renners gaven aan het niet met het beleid van de ploeg eens te zijn en naast Hirschi probeerden ook andere renners voortijdig hun contract te beëindigen. Zo ging Ilan Van Wilder naar Soudal Quick-Step en Tiesj Benoot naar Team Jumbo-Visma. Team DSM heeft een strikte visie, waarin de ploeg boven de renners staat.
 Ook de Deense klassieker kopman Soren Kragh Andersen, die in het voorgaande seizoen succesvol was in de Tour kwam in conflict met de ploegleiding. In Parijs-Nice wilde hij graag zijn fietspositie aanpassen voor de tijdrit; iets wat hem door de ploegleiding verboden werd. Naar aanleiding van de berichten over de vele ontevreden renners gaf de ploegleiding een spraakmakend interview aan wielermedium Wielerflits. Ze maakten daarin duidelijk dat een deel van de conflicten voortkwamen uit een gebrek aan "cooperation" bij sommige renners, een van de kernwaarden van de ploeg. Met name Ilan van Wilder werd genoemd als een renner die fysiek sterk genoeg was om de Vuelta te rijden, maar omdat hij "nog stappen moest maken in de factor cooperation" geen selectie verdiende.

### 2022
In 2022 keerde de wielerploeg terug naar een Nederlandse licentie. Het team DSM had succes in de Ronde van Spanje met winst op naam van Thymen Arensman in de koninginnenrit naar Alto Hoya de la Mora in de Sierra Nevada en een 6e plaats in het eindklassement. Romain Bardet won de Ronde van de Alpen en werd 7e in het eindklassement van de Ronde van Frankrijk, waarin Andreas Leknessund een 5e plaats behaalde in het jongerenklassement.   
Team DSM heeft als enige wielerploeg slecht voor 1 jaar een licentie op UCI World Tour-niveau, en het hoofddoel voor 2023 is wel behoud hiervan.

### 2023
In 2023 was er succes in de Ronde van Italië, waar Andreas Leknessund in de 4e etappe als 2e over de eindstreep kwam en de roze leiderstrui veroverde.
Na de fusie van Koninklijke DSM met het Zwitserse bedrijf Firmenich zou de wielerploeg vanaf de Giro Donne en de Tour de France 2023 rijden onder de naam Team dsm-firmenich. Eind 2023 werd dat aangepast vanwege de nieuwe sponsor PostNL en zodoende luidde de naam met ingang van 2024 Team DSM-Firmenich PostNL.
Ook dit seizoen was er ophef rondom een renner die van fietspositie wilde wisselen. Marco Brenner veranderde zonder medeweten van zijn ploeg zijn fietspositie, wat niet in goede aarde viel bij de ploegleiding. Als straf verloor hij de mogelijkheid deel te nemen aan de Ronde van Spanje 2023 en mocht ook geen alternatief programma fietsen.

### 2024
In december werd een nieuwe hoofdsponsor gepresenteerd, online-supermarkt Picnic, die zich voor vier jaar aan de ploeg verbond. Vanaf 2025 heet de ploeg Team Picnic-PostNL.

## Belangrijkste resultaten

### Grote ronden
| Jaar | Ronde van Italië                  | Ronde van Italië                       | Ronde van Frankrijk                 | Ronde van Frankrijk                                   | Ronde van Spanje                 | Ronde van Spanje                           |
| Jaar | hoogste klassering                | etappewinst                            | hoogste klassering                  | etappewinst                                           | hoogste klassering               | etappewinst                                |
| ---- | --------------------------------- | -------------------------------------- | ----------------------------------- | ----------------------------------------------------- | -------------------------------- | ------------------------------------------ |
| 2009 | geen deelname                     | geen deelname                          | 90e Thierry Hupond                  |                                                       | geen deelname                    | geen deelname                              |
| 2010 | geen deelname                     | geen deelname                          | geen deelname                       | geen deelname                                         | geen deelname                    | geen deelname                              |
| 2011 | geen deelname                     | geen deelname                          | geen deelname                       | geen deelname                                         | 49e Johannes Fröhlinger          | 7e Marcel Kittel                           |
| 2012 | geen deelname                     | geen deelname                          | 103e Koen de Kort                   |                                                       | 71e Simon Geschke                | 2e, 5e, 7e, 10e en 21e John Degenkolb      |
| 2013 | 53e Thomas Damuseau               | 5e John Degenkolb                      | 41e Tom Dumoulin                    | 1e, 10e, 12e en 21e Marcel Kittel                     | 36e Georg Preidler               | 13e en 16e Warren Barguil                  |
| 2014 | 27e Georg Preidler                | 2e en 3e Marcel Kittel 21e Luka Mezgec | 33e Tom Dumoulin                    | 1e, 3e, 4e en 21e Marcel Kittel                       | 8e Warren Barguil John Degenkolb | 4e, 5e, 12e en 17e John Degenkolb          |
| 2015 | 83e Tobias Ludvigsson             |                                        | 14e Warren Barguil                  | 17e Simon Geschke                                     | 6e Tom Dumoulin                  | 9e en 17e Tom Dumoulin 21e John Degenkolb  |
| 2016 | 26e Georg Preidler                | 1e Tom Dumoulin 21e Nikias Arndt       | 23e Warren Barguil                  | 9e en 13e Tom Dumoulin                                | 52e Tobias Ludvigsson            |                                            |
| 2017 | ↑ Tom Dumoulin                    | 10e en 14e Tom Dumoulin                | 10e Warren Barguil Michael Matthews | 13e en 18e Warren Barguil 14e en 16e Michael Matthews | 4e Wilco Kelderman               |                                            |
| 2018 | ↑ Tom Dumoulin · 9e Sam Oomen     | 1e Tom Dumoulin                        | ↑ Tom Dumoulin                      | 20e Tom Dumoulin                                      | 10e Wilco Kelderman              |                                            |
| 2019 | 34e Chris Hamilton                | 21e Chad Haga                          | 40e Lennard Kämna                   |                                                       | 7e Wilco Kelderman               | 8e Nikias Arndt                            |
| 2020 | ↑ Jai Hindley · ↑ Wilco Kelderman | 18e Jai Hindley                        | 54e Marc Hirschi                    | 12e Marc Hirschi 14e en 19e Søren Kragh Andersen      | 37e Robert Power                 |                                            |
| 2021 | 7e Romain Bardet                  |                                        | 45e Mark Donovan                    |                                                       | 25e Romain Bardet                | 7e en 10e Michael Storer 14e Romain Bardet |
| 2022 | 18e Thymen Arensman               | 11e Alberto Dainese                    | 7e Romain Bardet                    |                                                       | 6e Thymen Arensman               | 15e Thymen Arensman                        |
| 2023 | 8e Andreas Leknessund             | 17e Alberto Dainese                    | 46e Chris Hamilton                  |                                                       | 21e Romain Bardet                | 1e TTT 19e Alberto Dainese                 |
| 2024 | 9e Romain Bardet                  |                                        | 30e Romain Bardet                   | 1e Romain Bardet                                      | 35e Max Poole                    | 5e Pavel Bittner                           |
| 2025 | 11e Max Poole                     | 4e Casper van Uden                     | 4e Oscar Onley                      |                                                       |                                  |                                            |

### Klassiekers
- Parijs-Tours: 2013 (John Degenkolb)
- Vattenfall Cyclassics: 2013 (John Degenkolb)
- Scheldeprijs: 2012, 2013, 2014  (Marcel Kittel)
- Gent-Wevelgem: 2014 (John Degenkolb)
- Milaan-San Remo: 2015 (John Degenkolb)
- Parijs-Roubaix: 2015 (John Degenkolb)
- Waalse Pijl: 2020 (Marc Hirschi)

### Kampioenschappen
- Japans kampioen op de weg: 2012 (Yukihiro Doi)
- Nederlands kampioen tijdrijden: 2014, 2016, 2017 (Tom Dumoulin)
- Nederlands kampioen: 2017 (Ramon Sinkeldam)
- Oostenrijks kampioen tijdrijden: 2015, 2017 (Georg Preidler)
- Europees kampioen veldrijden: 2015 (Lars van der Haar)
- Wereldkampioen ploegentijdrijden: 2017 (Tom Dumoulin, Wilco Kelderman, Sam Oomen, Michael Matthews, Lennard Kämna, Søren Kragh Andersen)
- Wereldkampioenschappen individuele tijdrit: 2017 Tom Dumoulin
- Wereldkampioen ploegentijdrijden: 2017 (Floortje Mackay, Leah Kirchmann, Coryn Riviera, Lucinda Brand, Ellen van Dijk, Sabrina Stultiens)